# 小行星26498
小行星26498（26498 Dinotina）是一颗绕太阳运转的小行星，为主小行星带小行星。该小行星于2000年2月4日发现。

## 轨道参数
小行星26498的轨道半长轴为3.2203329 UA，离心率为0.109。